# Frank Sedgman
Francis »Frank« Arthur Sedgman, avstralski tenisač, * 29. oktober 1927, Mont Albert, Viktorija, Avstralija.
Frank Sedgman je osvojil 22 turnirjev za Grand Slam. Je edini tenisač poleg rojaka Roya Emersona, ki je osvojil karierni Grand Slam v dveh konkurencah, v moških in mešanih dvojicah. Blizu temu je bil tudi v konkurenci posameznikov, kjer je po dvakrat osvojil Prvenstvo Avstralije in Nacionalno prvenstvo ZDA, enkrat Prvenstvo Anglije, na turnirjih za Amatersko prvenstvo Francije pa je izgubil v finalu leta 1952 proti Jaroslavu Drobnýju. Med letoma 1953 in 1961 je nastopal na profesionalnih turnirjih Pro Slam, kjer je dosegel dve zmagi in se še šestkrat uvrstil v finale. V konkurenci moških dvojic je trikrat osvojil Prvenstvo Anglije ter po dvakrat Prvenstvo Avstralije, Nacionalno prvenstvo ZDA in Amatersko prvenstvo Francije, v konkurenci mešanih dvojic pa je po dvakrat osvojil vse štiri turnirje za Grand Slam. V letih 1950, 1951 in 1952 je bil član zmagovite avstralske reprezentance na Davisovem pokalu. Leta 1979 je bil sprejet v Mednarodni teniški hram slavnih.

## Finali Grand Slamov

### Posamično (8)

#### Zmage (5)
| Leto | Turnir                   | Nasprotnik v finalu | Rezultat finala    |
| 1949 | Prvenstvo Avstralije     | John Bromwich       | 6–3, 6–2, 6–2      |
| 1950 | Prvenstvo Avstralije     | Ken McGregor        | 6–3, 6–4, 4–6, 6–1 |
| 1951 | Nacionalno prvenstvo ZDA | Vic Seixas          | 6–4, 6–1, 6–1      |
| 1952 | Prvenstvo Anglije        | Jaroslav Drobný     | 4–6, 6–2, 6–3, 6–2 |
| 1952 | Nacionalno prvenstvo ZDA | Gardnar Mulloy      | 6–1, 6–2, 6–3      |

#### Porazi (3)
| Leto | Turnir                       | Nasprotnik v finalu | Rezultat finala      |
| 1950 | Prvenstvo Anglije            | Budge Patty         | 1–6, 10–8, 2–6, 3–6  |
| 1952 | Prvenstvo Avstralije         | Ken McGregor        | 5–7, 10–12, 6–2, 2–6 |
| 1952 | Amatersko prvenstvo Francije | Jaroslav Drobný     | 2–6, 0–6, 6–3, 4–6   |